# Свети Стефан (Будва)
Свети Стефан је насељено мјесто у општини Будва у Црној Гори. Према попису из 2023. било је 324 становника. Налази се на хриди повезаној са копном уским природним спрудом. Представља најлуксузније летовалиште у Црној Гори и једно од најлуксузнијих летовалишта на Јадранском мору.

## Географија
Острво Свети Стефан спојено је песковито-шљунковитим спрудом са копном. Овај спруд назива се томболо или превлака и спада у абразионе акумулативне облике рељефа. Томболо се састоји од песковитог и шљунковитог материјала, настаје у плитком обалском појасу и спаја неко острво са копном. Нарастањем спруда, острво које је у непосредној близини обале преобраћа се у полуострво. Овај феномен, познат као томболо, ретка је природна појава у свету.
Пучинска страна острва изложена је снажној абразији услед чега долази до интензивне ерозије на тој страни. Еродовани материјал таласима се транспортује ка копну и акумулира на заветринској страни острва. Интензивна акумулација на овој страни последица је тога што услед сучељавања таласа долази до њихове интерференције а то доводи до слабљења њихове кинетичке енергије. На тај начин, сав абрадирани наносни материјал са пучинске стране острва овде се нагомилава у виду подморског спруда који као превлака повезује острво са копном.
Постоје два морфолошка типа томбола: прости и сложени. Томбола Светог Стефана припада простом типу јер постоји само једна превлака која га спаја са копном. Сложене томболе имају две или више превлака које неко острво спајају са копном.

## Историја
Према предању, на острву Свети Стефан, у каснијим вековима културно-историјском средишту Паштровића, саграђена је тврђава 1442. године, када је и насељена првим становницима. Тврђава је била опасана зидинама да би се у њима могле склањати породице из околних села пред најездом Турака и гусара. По легенди, насеље је настало послије турске опсаде града Котора, када су Паштровићи одлучили да масовно, са око хиљаду људи, притекну у помоћ овом граду. Паштровићи и Которани су извојевали победу над Турцима. На повратку из борбе, у близини плаже Јаз, недалеко од Старог града (Будве) уочили су преостале турске галије. Одлучили су се на поновни напад и задобили богат плен. Од заробљеног плена подигнута је тврђава, са по једном кућом за свако од дванаест паштровских племена. Овој утврђеној насеобини дали су име Свети Стефан, по имену цркве Светог Стефана (посвећена архиђакону Стефану Првомученику) која је на том мјесту била саграђена у време Немањића. На Светом Стефану, на тераси изнад улазних врата, паштровски суд је деценијама делио правду и решавао спорове, па је оно названо „мјесто од правде“ (сто од правде) или „банкада“. Овим судом су се Паштровићи посебно поносили, а водио је порекло још од 1266. године и краља Стефана Првовјенчаног, који га је и одобрио. Најстарији писани извор у коме се помиње паштровски збор потиче из 1431. године када су Паштровићи, због опасности од Турака, већ били добровољно ушли у састав Млетачке републике (уговором у Дробном пијеску, од 4. априла 1423. године, свечано потврђеним у Венецији, 1424. године).
На Светом Стефану се налазе три мање цркве: црква Свети Стефан, по којој је острво добило име, а налази се на најузвишенијем дијелу острва; црква Александра Невског, реновирана и освећена 3. јула 1938; а најмања, посвећења Преображењу, налази се на самом улазу у градић, који је уским насипом спојен са копном. До 1959. је постојала и црква Свете Госпе, тј. Пресвете Богородице, коју је краљица Марија реновирала 1938. а затим је била полусрушена испод бетонских плоча хотелског ресторана и казина. Откривена је током радова крајем 2008.
Због свог погодног положаја Свети Стефан је био трговински и саобраћајни центар Паштровића. Поседовао је велики стратегијско-трговачки значај у време Млетачке републике и живе трговине са Венецијом. Место је почело лагано да губи значај крајем 19. вијека, када се становништво, махом рибарско, почело исељавати. Потпуно исељавање извршено је 1955. године.

## Туризам на Светом Стефану

### Развој туризма на Светом Стефану
Развој туризма на Светом Стефану и у околини почиње 30-их година 20. века, када је недалеко од острва, у залеђу мале плаже изграђена дворска резиденција Карађорђевића, данашња Вила Милочер, а краљица Марија Карађорђевић је прогласила својом омиљеном плажом.
После Другог светског рата острво је било делимично напуштено, због чега су југословенске власти одлучивале о његовој судбини. Било је предлога да се од тих педесетак кућа направи сликарска колонија или да се дају заслужним борцима, међутим, победила је идеја потекла из врха Савеза комуниста. Док је високи југословенски државни функционер Едвард Кардељ боравио у Милочеру, учинила му се занимљивом идеја да се ово мало острво претвори у туристичко насеље, које би могло да има велики потенцијал и та идеја је прихваћена. Одлуком тадашњих комунистичких власти, 13. јула 1960. године, на државни празник – Дан устанка народа Црне Горе, Свети Стефан претворен у монденско летовалиште и убрзо је постао заштитни знак и бренд црногорског туризма. Острво је комплетно адаптирано и претворено у јединствени „град-хотел“, а већини мештана који су живели на острву дата је накнада или су им саграђене куће на копну. Улице, зидови, кровови, фасаде кућа, задржале су оригинални облик, а унутрашњост кућа добила је најсавременији хотелски комфор. Први директор био је београђанин јеврејског порекла Настас Поповић, искусни предратни хотелијер.
Иако је Свети Стефан био резервисан за крем светског џет–сета, повремено су се омогућавале и организоване туристичке посете.

### Плажа Свети Стефан
Свети Стефан са копном повезује танки спруд, некада пешчани, а данас бетонски, на чијем другом крају се рачвају две плаже – једна јавна и бесплатна, са леве стране острва и друга, која припада хотелу „Свети Стефан” и деценијама била резервисана само за госте хотела, са десне стране.
Са плаже Свети Стефан пружа се спектакуларан поглед на острво и његове препознатљиве црвене кровове. Прекривене су песком и ситним шљунком.Купачи могу изнајмити лежаљке и сунцобране, а у близини се налазе бројни кафићи и ресторани. Десна, хотелска плажа има мање крупних облутака и на њој је углавном мања гужва.
Плажа Свети Стефан се 2024. године нашла на 31. месту на листи 100 најбољих плажа у свету британског портала Бичатлас (Beachatlas). Бичатлас. Овај портал прави листу уз помоћ стручњака за путовања и инфлуенсера из целог свијета. Образложење за овако високо место је следеће: „Плажа Свети Стефан, на истоименом острву на будванској ривијери у Црној Гори, представља упечатљив симбол земље. Са својим живописним крововима од теракоте у контрасту са азурним водама Јадранског мора и повезаним са копном чудном каменом стазом, ово острво представља спој црногорске природне лепоте и богате историје.“
Од Краљичине, преко Краљеве плаже, до Светог Стефана води пешачка стаза кроз чувени Милочерски парк, дуга око 500 m.

### Чувени гости
Током шездесетих и седамдесетих година у чувеној „Вили 118" боравили су Софија Лорен и Карло Понти, а осим њих на Светом Стефану су боравиле и многе друге познате личности из света уметности, политике, бизниса...  Међу познатим личностима и државницима који су боравили на Светом Стефану су Ла Пасионарија и бројни совјетски маршали: Тимошенко, Грецко, Кириљенко, Јакубовски. Затим књижевници Андре Малро, Алберто Моравија, совјетски космонаути предвођени Јуријем Гагарином, грчки композитор Микис Теодоракис, филмске звезде Моника Вити, Марина Влади, Кирк Даглас, Сергеј Бондарчук, Силвестер Сталоне, грчки милионер Аристотел Оназис, Јосип Броз Тито, премијер Канаде Пјер Трудо, свргнути италијански краљ Умберто II, председник Монголије, сестра енглеске краљице, принцеза Маргарета са мужем лордом Сноудоном и многи други.
На Светом Стефану је 1992. одигран меч између шахиста Бобија Фишера и Бориса Спаског. За Фишером је, под изговором кршења санкција које су тада биле уведене Савезној Републици Југославији, била расписана међународна потерница.
У цркви Светог Архиђакона Стефана, на Светом Стефану, обављено је 12. јула 2014. године црквено венчање Новака и Јелене Ђоковић. Два дана раније младенци су склопили грађански брак на чувеној Краљичиној плажи.

### Награде и признања
- Свети Стефан је 1972. добио међународну туристичку награду Златна јабука, између осталог и због архитектонског решења и високог нивоа услуге.[10]
- Једна од вила, смештена уз саму обалу земљоуза који острво повезује са копном, Вила „Монтенегро“, награђена је 2006. године престижном Фиве Старс Диамонд наградом коју додељује америчка Академија угоститељских наука за врхунски квалитет услуга. и једина је која носи пет звездица.[6]
- У анализи британског листа Телеграф из 2016, овај хотел оцењен је деветком.[10]
- Плажа Свети Стефан се 2024. године нашла на 31. месту на листи 100 најбољих плажа у свету британског портала Бичатлас (Beachatlas). Бичатлас.

## Контроверзе око власништвa
После рата на подручју бивше Југославије Свети Стефан је, током процеса приватизације, дат у закуп контроверзном власнику „Југоскандик банке" Јездимиру Васиљевићу, познатијем као Газда Језда. Овај контроверзни бизнисмен био је први закупац и узео је острво на пет година, али је у међувремену банкротирао. После неколико година Влада Црне Горе је одлучила да острво поново да у закуп. Комплекс је потпуно реновиран 2009. и наредне поново свечано отворен, у присуству највиших званичника, међу којима је био и Мило Ђукановић, дугогодишњи политички лидер Црне Горе. Менаџмент хотела тада преузима међународна компанија Аман, која послује у 20 земаља широм света, а закупац хотела је Адријатик пропертис. Када је Ејдвеј инвестментс 2006. оснивао Адријатик пропертис, правну помоћ им је пружала адвокатица Ана Ђукановић, сестра црногорског председника.
Као ексклузивне туристичке дестинације, плаже око Милочера и Светог Стефана веома су примамљиве за многе инвеститоре, али то мештанима, њиховим гостима и туристима који не летују у закупљеним објектима онемогућава слободан приступ како плажама, тако и околним парковима. Црногорска јавност је незадовољна чињеницом што ова плажа није више отворена за све госте, па данас носи епитет „недодирљиве”. Плажа је део комплекса који је годинама у закупу иностраних групација. На плажама ове групације могу се сунчати само гости који плате веома скуп закуп лежаљки и сунцобрана, а на Краљичиној само гости хотела у власништву тренутног закупца. Зато општина Будва разматра питање закупа ових плажа, како би и мештани могли да их користе.
Три атрактивне плаже, Милочерска, Краљичина и плажа Свети Стефан, годинама су биле резервисане за госте хотелског комплекса и политичку елиту, а Краљичина плажа била је затворена и за поглед. Због судског спора који компанија Adriatic properties води око власништва, од 2021. године све ове три ексклузивне плаже су јавне, доступне свима. Истовремено Компанија држи затворен град-хотел Свети Стефан и Вилу Милочер, док је изградња новог хотела Краљичина плажа обустављена. Управо је коришћење Краљичине плаже довело до затварања Светог Стефана 2021. године, пошто су мештани поломили ограду на Краљичиној плажи, а Јавно предузеће за управљање морским добром наредило њено уклањање, чиме су стазе у Милочерском парку ослобођене за јавно коришћење.

## Демографија
У насељу Свети Стефан живи 317 пунолетних становника, а просечна старост становништва износи 38,0 година (37,8 код мушкараца и 38,1 код жена). У насељу има 123 домаћинства, а просечан број чланова по домаћинству је 3,34.
Становништво у овом насељу веома је хетерогено.
|  |

| Демографија--- | Демографија--- | Демографија--- |
| Година         | Становника     | Становника     |
| -------------- | -------------- | -------------- |
|                |                |                |
|                |                |                |
|                |                |                |
|                |                |                |
| 1948.          | 42             |                |
| 1953.          | 60             |                |
| 1961.          | 0              |                |
| 1971.          | 0              |                |
| 1981.          | 0              |                |
| 1991.          | 421            | 416            |
| 2003.          | 420            | 411            |
| 2011.          |                | 364            |
|                |                |                |

| Национални састав према попису из 2003.‍ | Национални састав према попису из 2003.‍ | Национални састав према попису из 2003.‍ | Национални састав према попису из 2003.‍ | Национални састав према попису из 2003.‍ |
| --------------------------------------- | --------------------------------------- | --------------------------------------- | --------------------------------------- | --------------------------------------- |
|                                         |                                         |                                         |                                         |                                         |
| Срби                                    | Срби                                    |                                         | 256                                     | 62,28%                                  |
| Црногорци                               | Црногорци                               |                                         | 109                                     | 26,52%                                  |
| Муслимани                               | Муслимани                               |                                         | 7                                       | 1,70%                                   |
| Хрвати                                  | Хрвати                                  |                                         | 6                                       | 1,45%                                   |
| Мађари                                  | Мађари                                  |                                         | 2                                       | 0,48%                                   |
| Албанци                                 | Албанци                                 |                                         | 2                                       | 0,48%                                   |
| Руси                                    | Руси                                    |                                         | 1                                       | 0,24%                                   |
| Македонци                               | Македонци                               |                                         | 1                                       | 0,24%                                   |
| Југословени                             | Југословени                             |                                         | 1                                       | 0,24%                                   |
| непознато                               | непознато                               |                                         | 3                                       | 0,72%                                   |

| Национални састав према попису из 2011.‍ | Национални састав према попису из 2011.‍ | Национални састав према попису из 2011.‍ | Национални састав према попису из 2011.‍ | Национални састав према попису из 2011.‍ |
| --------------------------------------- | --------------------------------------- | --------------------------------------- | --------------------------------------- | --------------------------------------- |
|                                         |                                         |                                         |                                         |                                         |
| Срби                                    | Срби                                    |                                         | 206                                     | 56,59%                                  |
| Црногорци                               | Црногорци                               |                                         | 127                                     | 34,89%                                  |
| неизјашњени                             | неизјашњени                             |                                         | 15                                      | 4,12%                                   |

| \| \| м \| \| \| ж \| \| ? \| 0 \| \| \| 3 \| \| 80+ \| 2 \| \| \| 5 \| \| 75—79 \| 5 \| \| \| 4 \| \| 70—74 \| 11 \| \| \| 2 \| \| 65—69 \| 14 \| \| \| 17 \| \| 60—64 \| 6 \| \| \| 12 \| \| 55—59 \| 13 \| \| \| 8 \| \| 50—54 \| 15 \| \| \| 21 \| \| 45—49 \| 13 \| \| \| 16 \| \| 40—44 \| 10 \| \| \| 11 \| \| 35—39 \| 12 \| \| \| 16 \| \| 30—34 \| 14 \| \| \| 18 \| \| 25—29 \| 16 \| \| \| 16 \| \| 20—24 \| 16 \| \| \| 13 \| \| 15—19 \| 13 \| \| \| 15 \| \| 10—14 \| 17 \| \| \| 8 \| \| 5—9 \| 9 \| \| \| 16 \| \| 0—4 \| 12 \| \| \| 12 \| \| Просек : \| 18 \| \| \| 3 \| |    |  |  |    |
| |    |  |  |    |
| | м  |  |  | ж  |
| ? | 0  |  |  | 3  |
| 80+ | 2  |  |  | 5  |
| 75—79 | 5  |  |  | 4  |
| 70—74 | 11 |  |  | 2  |
| 65—69 | 14 |  |  | 17 |
| 60—64 | 6  |  |  | 12 |
| 55—59 | 13 |  |  | 8  |
| 50—54 | 15 |  |  | 21 |
| 45—49 | 13 |  |  | 16 |
| 40—44 | 10 |  |  | 11 |
| 35—39 | 12 |  |  | 16 |
| 30—34 | 14 |  |  | 18 |
| 25—29 | 16 |  |  | 16 |
| 20—24 | 16 |  |  | 13 |
| 15—19 | 13 |  |  | 15 |
| 10—14 | 17 |  |  | 8  |
| 5—9 | 9  |  |  | 16 |
| 0—4 | 12 |  |  | 12 |
| Просек : | 18 |  |  | 3  |

| Број домаћинстава према пописима из периода 1948—2003. | Број домаћинстава према пописима из периода 1948—2003. | Број домаћинстава према пописима из периода 1948—2003. | Број домаћинстава према пописима из периода 1948—2003. | Број домаћинстава према пописима из периода 1948—2003. | Број домаћинстава према пописима из периода 1948—2003. | Број домаћинстава према пописима из периода 1948—2003. | Број домаћинстава према пописима из периода 1948—2003. |
| Година пописа                                          | 1948.                                                  | 1953.                                                  | 1961.                                                  | 1971.                                                  | 1981.                                                  | 1991.                                                  | 2003.                                                  |
| ------------------------------------------------------ | ------------------------------------------------------ | ------------------------------------------------------ | ------------------------------------------------------ | ------------------------------------------------------ | ------------------------------------------------------ | ------------------------------------------------------ | ------------------------------------------------------ |
| Број домаћинстава                                      | 17                                                     | 20                                                     | 0                                                      | 0                                                      | 0                                                      | 129                                                    | 124                                                    |

| Број домаћинстава по броју чланова према попису из 2003. | Број домаћинстава по броју чланова према попису из 2003. | Број домаћинстава по броју чланова према попису из 2003. | Број домаћинстава по броју чланова према попису из 2003. | Број домаћинстава по броју чланова према попису из 2003. | Број домаћинстава по броју чланова према попису из 2003. | Број домаћинстава по броју чланова према попису из 2003. | Број домаћинстава по броју чланова према попису из 2003. | Број домаћинстава по броју чланова према попису из 2003. | Број домаћинстава по броју чланова према попису из 2003. | Број домаћинстава по броју чланова према попису из 2003. | Број домаћинстава по броју чланова према попису из 2003. |
| Број чланова                                             | 1                                                        | 2                                                        | 3                                                        | 4                                                        | 5                                                        | 6                                                        | 7                                                        | 8                                                        | 9                                                        | 10 и више                                                | Просек                                                   |
| -------------------------------------------------------- | -------------------------------------------------------- | -------------------------------------------------------- | -------------------------------------------------------- | -------------------------------------------------------- | -------------------------------------------------------- | -------------------------------------------------------- | -------------------------------------------------------- | -------------------------------------------------------- | -------------------------------------------------------- | -------------------------------------------------------- | -------------------------------------------------------- |
| Број домаћинстава                                        | 123                                                      | 22                                                       | 23                                                       | 16                                                       | 31                                                       | 21                                                       | 6                                                        | 3                                                        | 0                                                        | 1                                                        | 0                                                        |

| Пол    | Укупно | Неожењен/Неудата | Ожењен/Удата | Удовац/Удовица | Разведен/Разведена | Непознато |
| ------ | ------ | ---------------- | ------------ | -------------- | ------------------ | --------- |
| Мушки  | 160    | 51               | 99           | 4              | 2                  | 4         |
| Женски | 177    | 42               | 102          | 20             | 4                  | 9         |
| УКУПНО | 337    | 93               | 201          | 24             | 6                  | 13        |

| Пол    | Укупно                    | Пољопривреда, лов и шумарство | Рибарство                            | Вађење руде и камена | Прерађивачка индустрија       |
| ------ | ------------------------- | ----------------------------- | ------------------------------------ | -------------------- | ----------------------------- |
| Мушки  | 71                        | 0                             | 0                                    | 0                    | 2                             |
| Женски | 56                        | 0                             | 0                                    | 0                    | 2                             |
| Укупно | 127                       | 0                             | 0                                    | 0                    | 4                             |
|        |                           |                               |                                      |                      |                               |
| Пол    | Производња и снабдевање   | Грађевинарство                | Трговина                             | Хотели и ресторани   | Саобраћај, складиштење и везе |
| Мушки  | 0                         | 1                             | 4                                    | 44                   | 8                             |
| Женски | 1                         | 0                             | 8                                    | 28                   | 4                             |
| Укупно | 1                         | 1                             | 12                                   | 72                   | 12                            |
|        |                           |                               |                                      |                      |                               |
| Пол    | Финансијско посредовање   | Некретнине                    | Државна управа и одбрана             | Образовање           | Здравствени и социјални рад   |
| Мушки  | 1                         | 2                             | 1                                    | 0                    | 2                             |
| Женски | 1                         | 2                             | 5                                    | 2                    | 0                             |
| Укупно | 2                         | 4                             | 6                                    | 2                    | 2                             |
|        |                           |                               |                                      |                      |                               |
| Пол    | Остале услужне активности | Приватна домаћинства          | Екстериторијалне организације и тела | Непознато            | Непознато                     |
| Мушки  | 2                         | 0                             | 0                                    | 4                    | 4                             |
| Женски | 3                         | 0                             | 0                                    | 0                    | 0                             |
| Укупно | 5                         | 0                             | 0                                    | 4                    | 4                             |